# Prezioso & Marvin
Prezioso & Marvin é um grupo italiano de música dance, fundado em 1999, que ao longo dos anos, obteve a primeira posição das paradas de sucesso em vários países europeus como Itália, Alemanha e Reino Unido.
Ele foi originalmente formado por um trio composto por irmãos DJ Giorgio Prezioso (Roma, 23 de fevereiro de 1971) e Andrea Prezioso (Roma, 31 de outubro de 1967) e o cantor Alessandro Moschini (2 de agosto de 1972), mas até 2007 o grupo foi reduzido a dois elementos, após a separação de Giorgio Prezioso, que passou a formar um duo com o DJ Libex.
Em 2009, os dois lançaram o single "I Believe", sem a presença de Prezioso.

## Discografia

### Álbuns
(creditado como Prezioso feat. Marvin)
| 2000 | Back to Life      | 34 | 98 | 53 |
| 2002 | We Rule the Danza | 52 | –  | –  |

### Coletâneas
- 2003: Voglio Vederti Danzare (2 CDs)

### Extended plays
- 2000: Emergency E.P.
- 2001: Bonjour
- 2009: The Riddle

### Singles
|                                                     |                          |    |    |    |    |    |                        |
| Creditado como Prezioso feat. Marvin                |                          |    |    |    |    |    |                        |
| 1999                                                | "Tell Me Why"            | 2  | 53 | 10 | 9  | 9  | Back to Life           |
| 2000                                                | "Voices"                 | 34 | —  | 81 | —  | —  | Back to Life           |
| 2000                                                | "Let Me Stay"            | 10 | —  | 32 | 21 | 32 | Back to Life           |
| 2001                                                | "Rock the Discothek"     | 7  | —  | 29 | —  | —  | Back to Life           |
| 2001                                                | "Emergency 911"          | 5  | —  | 70 | 20 | —  | Back to Life           |
| 2001                                                | "Let's Talk About a Man" | 14 | —  | 30 | 29 | —  | We Rule the Danza      |
| 2002                                                | "Somebody"               | 43 | —  | 55 | —  | —  | We Rule the Danza      |
| 2002                                                | "We Rule the Danza"      | —  | —  | —  | 21 | —  | We Rule the Danza      |
| 2002                                                | "In My Mind"             | —  | —  | —  | 28 | —  | We Rule the Danza      |
| 2002                                                | "Bonjour"                | 31 | —  | —  | 31 | —  | We Rule the Danza      |
| 2003                                                | "Voglio Vederti Danzare" | 32 | —  | 94 | 6  | —  | Voglio Vederti Danzare |
|                                                     |                          |    |    |    |    |    |                        |
| Creditado como Prezioso & Marvin                    |                          |    |    |    |    |    |                        |
| 2004                                                | "Le Louvre"              | —  | —  | —  | 10 | —  | —                      |
| 2005                                                | "Rockin' Deejays"        | —  | —  | —  | 43 | —  | —                      |
| 2006                                                | "Survival"               | —  | —  | —  | —  | —  | —                      |
| 2007                                                | "Touch Me"               | —  | —  | —  | —  | —  | —                      |
| 2009                                                | "I Believe"              | —  | —  | —  | —  | —  | —                      |
| 2009                                                | "Happy Flight"           | —  | —  | —  | —  | —  | —                      |
| 2009                                                | "The Riddle"             | —  | —  | —  | —  | —  | —                      |
| 2011                                                | "Alone"                  | —  | —  | —  | —  | —  | —                      |
| "—" denota lançamentos que não entraram nas paradas |                          |    |    |    |    |    |                        |